# 紀南文化会館
紀南文化会館（きなんぶんかかいかん、Kinan Cultural Hall）は、和歌山県田辺市新屋敷町1番地にあるホール。紀南地方最大のコンサートホールを有する。2007年4月1日より施設管理者制度を導入し、ケイミックスパブリックビジネスが運営管理を行っている。

## 概要
1984年（昭和59年）に開館した、地上6階建て、延床面積1万1400m2の施設である。大ホール（1224席）、小ホール（450席）、展示ホール、研修室などがある。
利用面では、コンサートの他によく映画上映が行なわれる事でも知られる。田辺市内にある映画館は3スクリーンのジストシネマ田辺だけで、30kmほど離れた御坊市にも同じく3スクリーンのジストシネマ御坊のみである。和歌山県南部地域の映画の上映環境を補完する意味合いもあると思われる。
経年劣化による大規模改修を実施するため、2026年4月から休館し、2027年夏以降にリニューアルオープンする予定である。
なお、田辺市役所が隣接していたが、2024年（令和6年）5月7日に移転した。

## 施設概要
- 構造 - 鉄骨鉄筋コンクリート造、地上6階[1]
- 建築面積 - 4,098m2
- 敷地面積 - 17,660m2
- 竣工 - 1984年
- 総工費 - 29億2,500万円

## 所在地・アクセス
- 〒646-0033 和歌山県田辺市新屋敷町1番地
- JR紀伊田辺駅（きのくに線）